# Avlí (Héraklion)
Avlí, en grec moderne : Αυλή, est un village du dème de Minóa Pediáda, en Crète, en Grèce. Selon le recensement de 2011, la population d'Avlí compte 259 habitants. Il est situé à une altitude de 300 m, à 40 km de Héraklion et à 3 km d'Arkalochóri.